# Захват Марокко Францией

Марокко в 1912 году

Захват Марокко Францией или Вторая франко-марокканская война — события 1907—1912 годов, в результате которых султанат Марокко из независимого государства превратился во французский протекторат.

## Предыстория
В конце XIX века шло усиленное европейское проникновение в Марокко. Торгово-промышленные компании Испании, Португалии, Франции, Великобритании существенно расширили свои позиции на марокканском рынке. Правящие круги Франции считали, что Марокко «естественно» относится к зоне французских интересов в Северной Африке. К концу XIX века французы создали там разветвлённую сеть туземной агентуры, фактически неподвластную алауитскому двору. Мадридская конвенция 1880 года юридически согласовала претензии европейских держав и США на капитуляционные права в шерифском государстве.

## Первый марокканский кризис
В 1904 году Великобритания и Франция подписали соглашение, положившее начало Антанте. Эти две страны, «разменяв» права вмешательства в дела Египта и Марокко, фактически спланировали раздел территории шерифского государства: по их договорённости, север Марокко отходил к Испании, прочие территории — к Франции, а Танжер признавался международной зоной. Неопытность Мулай Абд аль-Азиза в дипломатических делах позволяли французам надеяться на скорое присоединение ослабевшего марокканского султаната к владениям Франции в Магрибе.
31 марта 1905 года кайзер Германии Вильгельм II неожиданно посетил Танжер, где решительно заявил о намерении отстаивать германские интересы в Марокко. Напряжённая дипломатическая борьба вылилась в первый «марокканский кризис», частично разрешённый на Альхесирасской конференции 1906 года. По окончании длительных переговоров Германия была вынуждена, по существу, признать французский план «освоения султаната». Хотя формально Генеральный акт Альхесирасской конференции и декларировал независимость и целостность Шерифской империи, но уже в 1907 году французские войска, а затем и испанская армия, приступили к прямой оккупации марокканской территории.

## Между кризисами
Высадка европейских войск вызвала крайне болезненную реакцию у большинства мусульманского населения Марокко. В августе 1907 года один из братьев султана, Абд аль-Хафид, провозгласил себя повелителем правоверных марокканцев и лидером джихада. После годового соперничества с правительством Мулай Абд аль-Азиза племена, поддержавшие Хафида, смогли разгромить сторонников султана. 23 августа 1908 года Абд аль-Азиз был вынужден передать власть Абд аль-Хафиду, бежал из страны и отошёл от политических дел. В 1909 году под давлением французов новый султан Абд аль-Хафиз был вынужден признать условия Альхесирасского договора.

## Второй марокканский кризис
Полагая, что действия Франции нарушают положения Альхесирасского Генерального акта, германское правительство в июне 1911 года направило к берегам Марокко канонерку «Пантера». «Прыжок „Пантеры“» едва не стал поводом для начала мировой войны. Лишь уступка части владений Франции в Конго побудила Германию к компромиссу и оформлению франко-германского соглашения о судьбе шерифского государства.

## Марокко как французский протекторат
Нейтрализовав германских конкурентов, французские власти приступили к оформлению своего господства в стране. 30 мая 1912 года в Фесе султан Абд аль-Хафид был вынужден под нажимом представителей власти подписать договор о протекторате. За ним сохранялся трон и внешние атрибуты власти, однако его правление приобрело чисто номинальный характер. В испанской зоне на севере страны наместник султана подчинялся испанскому верховному комиссару, остальная часть Марокко была подчинена генеральному резиденту Франции, осуществлявшему контроль за внешней политикой, вооружёнными силами и финансовой системой страны.
Первым генеральным резидентом Франции в Марокко был назначен генерал Лиоте. Его последовательный курс, направленный на поиск и воспитание союзников французских властей из числа местных элит, вскоре привёл к конфликту с Хафидом, пытавшимся и в условиях протектората проводить самостоятельную политику. Уже в августе 1912 года стараниями Лиоте эта «неудобная» фигура была заменена младшим братом султана — Мулай Юсуфом.